# ورزشگاه کورساره
ورزشگاه کورساره (انگلیسی: Kuressaare linnastaadion) یک ورزشگاه چندمنظوره در شهر کورساره، استونی است.
این ورزشگاه که در سال ۲۰۱۴ مورد بازسازی قرار گرفته دارای ۲٬۰۰۰ نفر ظرفیت است و ورزشگاه خانگی باشگاه فوتبال کورساره محسوب میشود. 

## نگارخانه

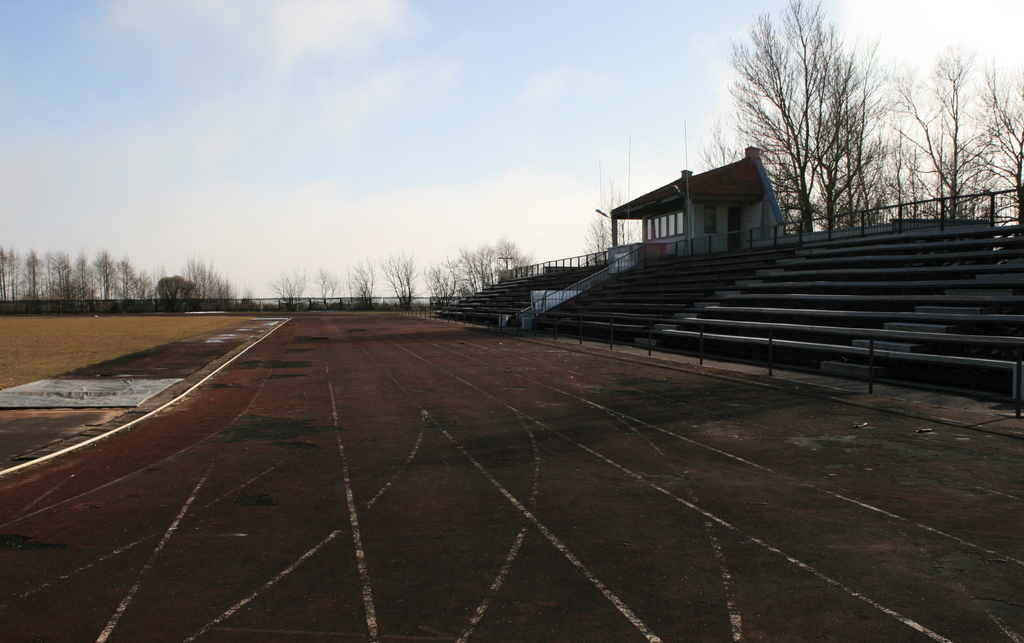
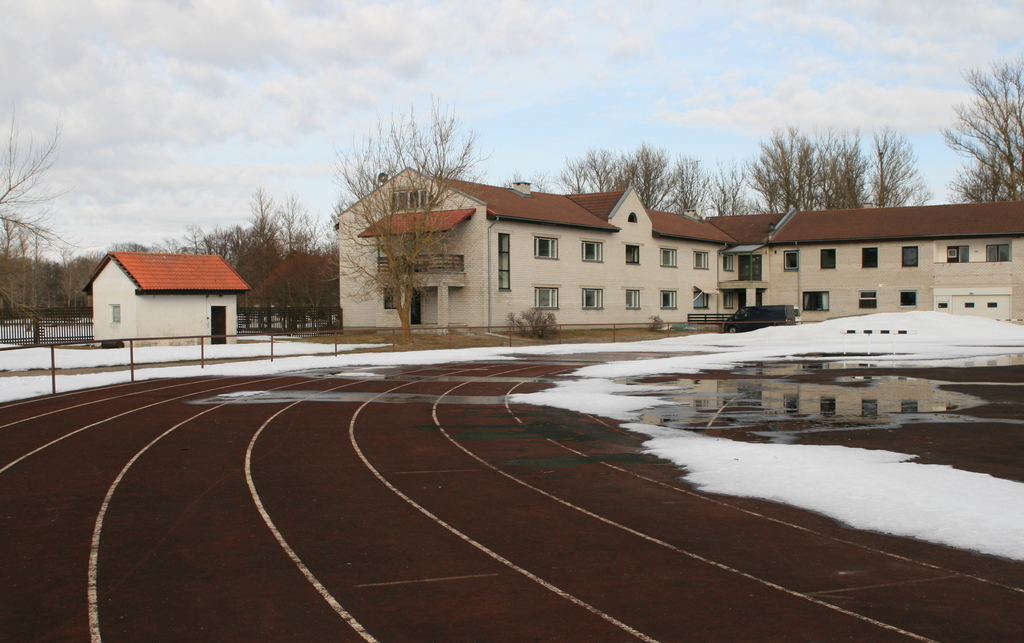
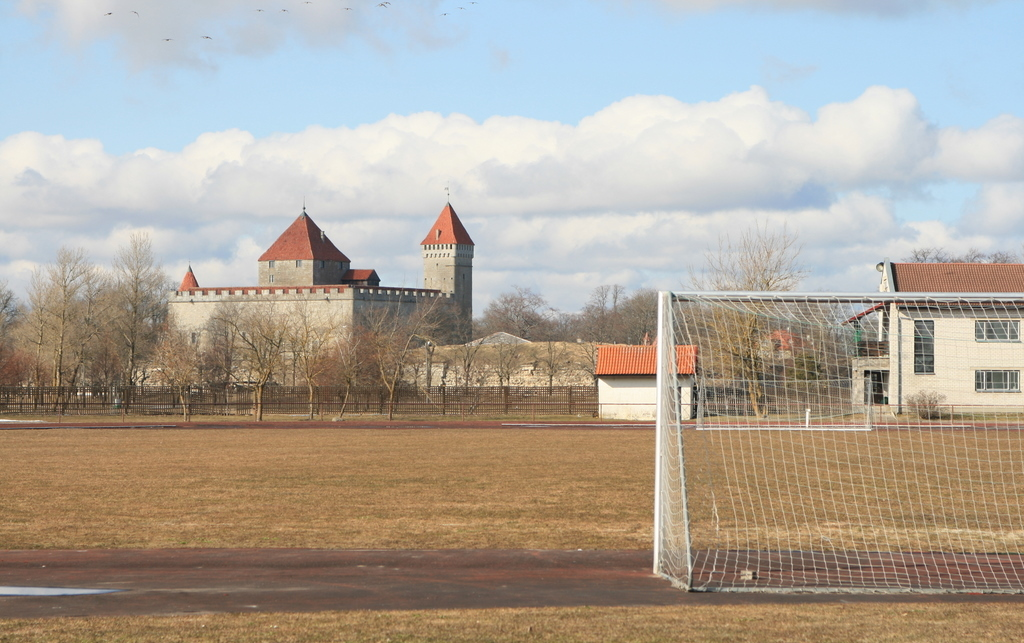